# Museo nazionale di storia naturale di Francia
Il Muséum national d'histoire naturelle (detto anche semplicemente Le Muséum o, in sigla, MNHN) è il museo nazionale di storia naturale francese, con sede a Parigi, posto sotto la tutela congiunta dei ministeri dell'Educazione nazionale, della Ricerca e dell'Ambiente.

Il sede del Museo nazionale di storia naturale di Parigi.

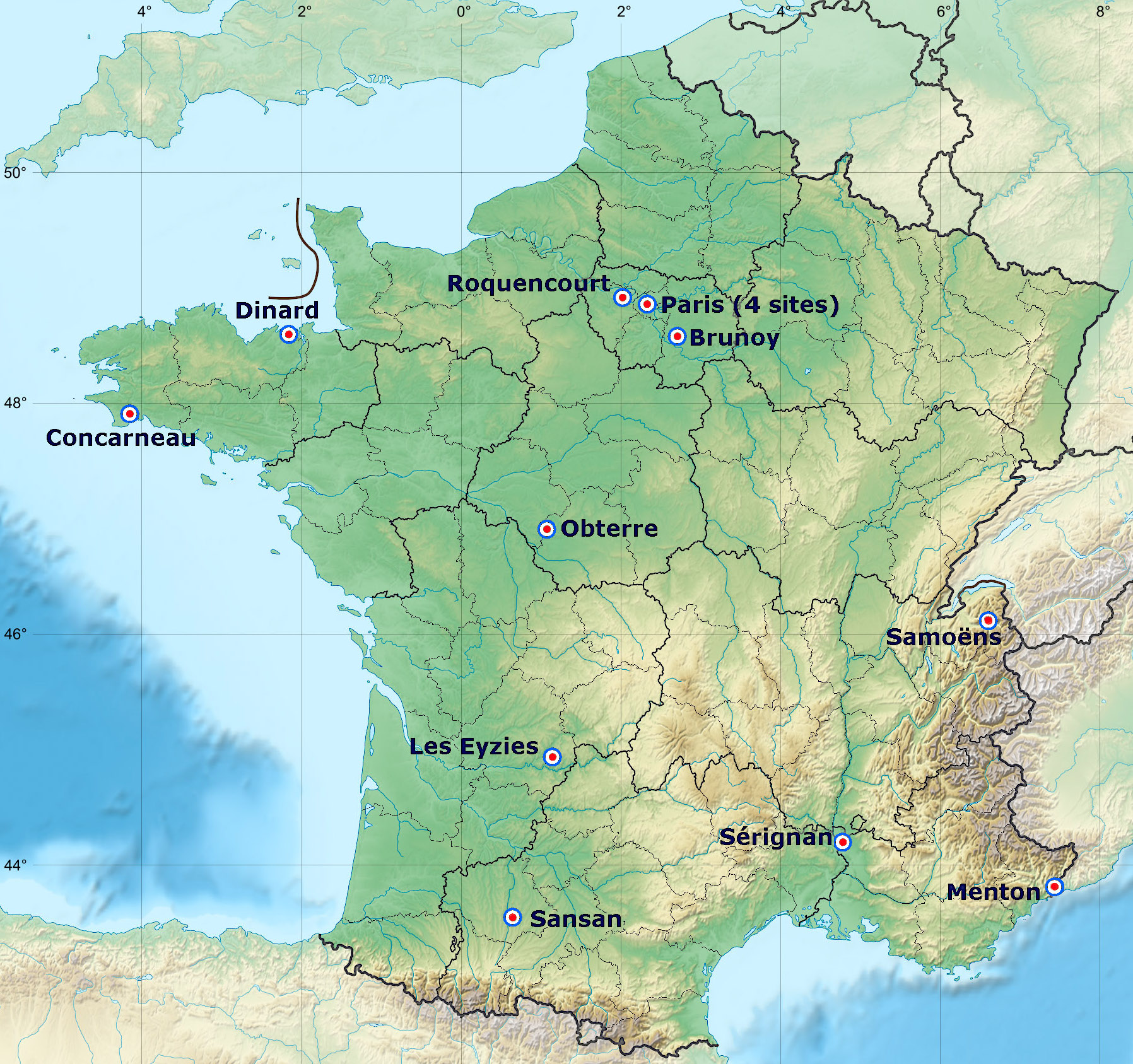
Stabilimenti del MNHN in Francia.

## Storia
Il museo fu formalmente costituito il 10 giugno 1793, durante la Rivoluzione francese, ma le sue origini, in realtà, risalgono al Jardin royal des plantes médicinales (Giardino reale delle piante medicinali), uno dei più antichi istituti scientifici di Francia, che fu fondato dall'editto reale del 1635 durante il regno di Luigi XIII. Visto lo scopo inizialmente previsto per l'istituzione, l'intendente e i titolari delle cariche più importanti erano tutti dottori in medicina.
Durante il XVIII secolo, però, l'attività del Giardino cambiò, passando dall'arte di guarire con le piante allo studio della storia naturale, e con la dichiarazione reale del 31 marzo 1718 si separò la carica di primo medico del re da quella di intendente del Giardino.
Nel 1739, Georges-Louis Leclerc, conte di Buffon (1707 - 1788) fu nominato intendente di quello che in quel tempo veniva chiamato Jardin du roi; ricoprì tale carica per 50 anni. La notorietà internazionale e il suo lavoro accanito resero il luogo uno dei fari scientifici del XVIII secolo.
Dopo la sua morte, nel 1788, il re nominò a capo del Giardino un militare, Charles-François de Flahaut, conte de La Billarderie. Il personale del Giardino, condotto da Louis Jean-Marie Daubenton, fece conoscere il suo malcontento presso il re, ma senza successo.
La Rivoluzione cambiò profondamente il funzionamento del Giardino. Il 20 agosto 1790, un decreto dell'Assemblée nationale chiese agli insegnanti di redigere un progetto per la sua riorganizzazione. La prima assemblea votò la rimozione dall'incarico del conte de La Billarderie ed elesse all'unanimità Daubenton come presidente. Questi formò una commissione (comprendente Antoine-François, conte di Fourcroy, Bernard de Lacépède e Antoine Portal), incaricata di redigere il regolamento della nuova istituzione e di fissarne il funzionamento. La commissione determinò inoltre quelle che sarebbero state le missioni del museo: insegnare al pubblico ma anche costituire delle collezioni e partecipare attivamente alla ricerca scientifica. Il corpo docenti e il loro direttore, eletto e rinnovato ogni anno, sarebbero dovuti essere i garanti dell'indipendenza della ricerca.
Ma il progetto non decollò, in quanto l'Assemblée nationale non proseguì l'iter legislativo. Nel 1791, La Billarderie si dimise e fu sostituito da Jacques-Henri Bernardin de Saint-Pierre. Fu solamente nel 1793 che Joseph Lakanal (1762 - 1845), portando al museo le collezioni del principe di Condé, incontrò Daubenton e scoprì il progetto del 1790. Lakanal lo portò all'Assemblée nationale e, il 10 giugno 1793, ottenne il voto del decreto che costituì il Muséum national d'histoire naturelle, dandogli inoltre una propria esistenza giuridica. La carica di intendente venne allora sostituita dalla funzione del direttore; la vecchia gerarchia, costituita da dimostratori e sotto-dimostratori, fu abolita. Dodici posti di professore assicurarono, in maniera uguale e collegiale, l'amministrazione del museo. Gli insegnamenti furono divisi in 12 cattedre professorali.
Durante la prima metà del XIX secolo, il Muséum conobbe un periodo di grande prosperità. Con la nomina a direttore, nel 1836, del chimico Michel Eugène Chevreul (1786 - 1889), il campo d'interesse si spostò verso le scienze sperimentali, come avvenuto anche per l'Università, sua rivale. Questo periodo terminò con l'arrivo di Alphonse Milne-Edwards, nel 1890, e con la promulgazione del decreto del 12 dicembre 1891 che sancì il ritorno in forza della storia naturale (questa politica resterà in vigore fino alla vigilia della Seconda guerra mondiale).
La legge delle finanze del 31 dicembre 1907 accordò al Muséum un'autonomia finanziaria dotandolo di un proprio budget da amministrare.
Parallelamente ai nuovi campi d'attività aperti dal colonialismo, il Muséum iniziò un movimento d'espansione fuori dalla capitale francese. Per favorire le attività di ricerca e studio del mare, nel 1928 installò il suo laboratorio marittimo a Saint-Servan, e poi a Dinard. Non essendo venuta meno la sua attività botanica, nel 1934 divenne proprietario per lascito della tenuta di Chèvreloup. Inoltre ereditò la proprietà dell'entomologo Jean Henri Fabre a Sérignan-du-Comtat, vicino ad Orange, nel 1822.

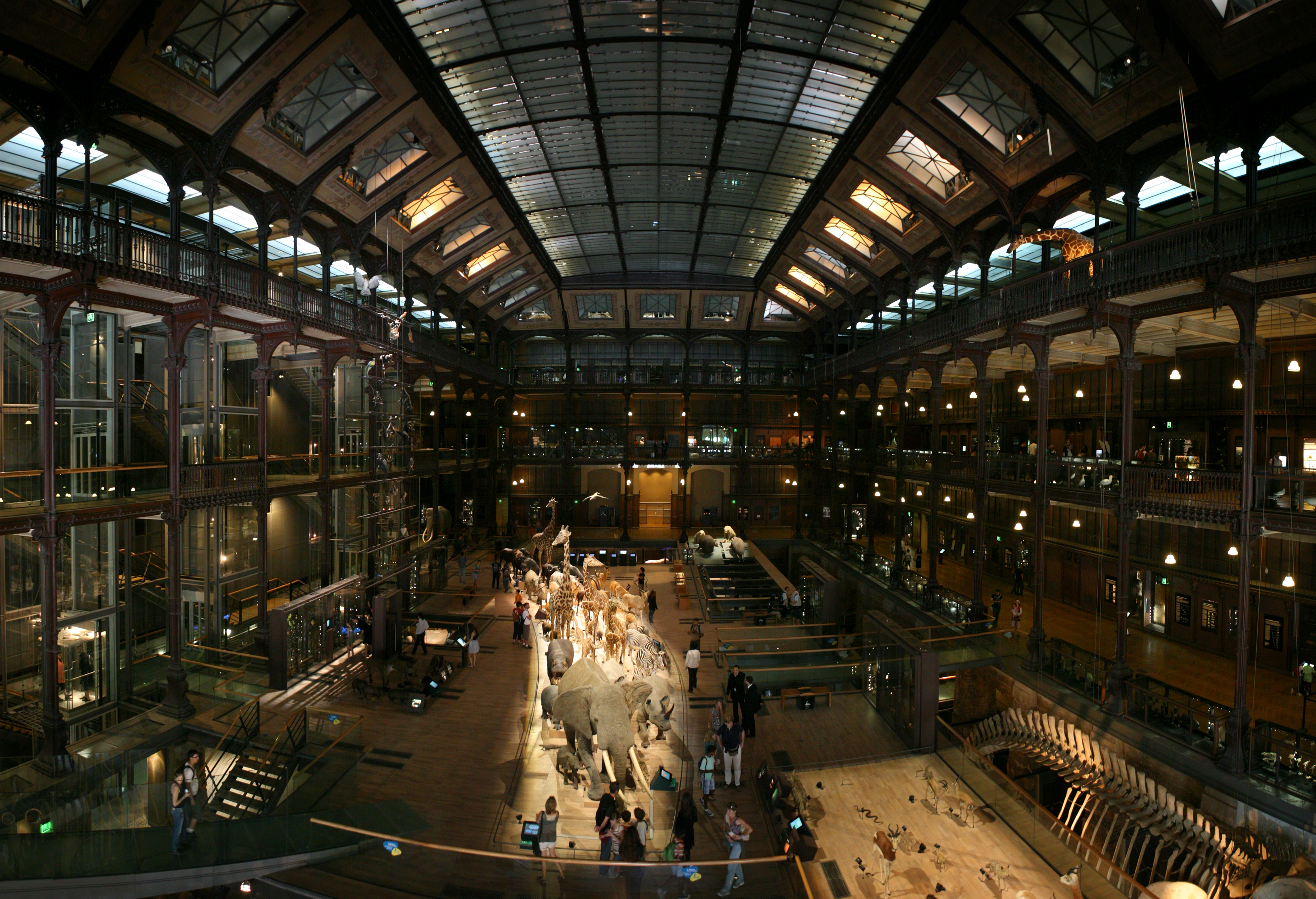
La Grande Galerie de l'Évolution.

In seguito alla decolonizzazione, il Muséum concentrò i suoi sforzi sulla presa di coscienza degli squilibri causati alla natura dall'espansione umana. Nel 1948, partecipò alla creazione dell'Unione internazionale per la conservazione della natura (UICN). Più tardi, installò all'interno dei suoi edifici un servizio di conservazione della natura (1962), il segretariato della fauna e della flora (1979) e una delegazione permanente al ministero dell'Ambiente (1992).
Altre acquisizioni vennero fatte in provincia: il riparo Pataud in Dordogna (1957), il parco zoologico della Haute-Touche nel dipartimento dell'Indre (1958), il giardino botanico di Val Rameh a Mentone (1966), la stazione di biologia vegetale di Cherré nel dipartimento della Sarthe e la stazione di biologia marina di Concarneau (1996).
Nel 1975, un piano di ristrutturazione dei locali e di raggruppamento dei laboratori permise delle spettacolari realizzazioni, come la zooteca sotterranea (1986) e la trasformazione della vecchia galleria di zoologia in Grande Galleria dell'Evoluzione (1994). Lo statuto del 1985 ha messo fine al ruolo di amministratori dei professori, ed ha creato tre consigli che si occupano della gestione del Muséum in sostituzione dell'assemblea dei professori, che esisteva dal 1793. Più recentemente, il decreto del 2001 ha creato dei livelli gerarchici intermedi tra la direzione e la ricerca, oltre che delle strutture trasversali per rinforzare la coordinazione delle azioni collegate alle grandi missioni.
Presieduto oggi da Bernard Chevassus-au-Louis, il Muséum continua a mantenere una grandissima importanza a livello nazionale e internazionale nello sviluppo della storia naturale.

## Gli istituti delMuséum
Attualmente il Muséum possiede:
- il Jardin des Plantes, a Parigi
- il parco zoologico di Vincennes
- il Musée de l'Homme, a Parigi
- la Grande Galerie de l'Evolution, a Parigi
- la Galerie de Minéralogie de Géologie, a Parigi
- la Galerie de Paléontologie et d'Anatomie comparée, a Parigi
- la Ménagerie du Jardin des Plantes, a Parigi
- l'Arboretum di Chèvreloup, a Rocquencourt
- il parco zoologico di Clères
- il Museo del mare - Stazione marittima di Dinard
- la Stazione di biologia marina de Concarneau
- il parco zoologico della Haute-Touche, a Obterre
- il museo del sito del rifugio Pataud, a Les Eyzies
- il Giardino botanico alpino "La Jaÿsinia" a Samoëns
- il Giardino botanico esotico di Val Rameh, a Mentone
- il Laboratorio di ecologia generale, a Brunoy

## Direzione
Direttori eletti per un anno:
- 1793 - 1794: Louis Jean-Marie Daubenton.
- 1794 - 1795: Antoine-Laurent de Jussieu.
- 1795 - 1796: Bernard de Lacépède.
- 1796 - 1797: Louis Jean-Marie Daubenton.
- 1797 - 1798: Louis Jean-Marie Daubenton.
- 1798 - 1799: Antoine-Laurent de Jussieu.
- 1799 - 1800: Antoine-Laurent de Jussieu.

Direttori eletti per due anni:
- 1800 - 1801: Antoine-François, conte di Fourcroy.
- 1802 - 1803: René Desfontaines.
- 1804 - 1805: Antoine-François, conte di Fourcroy.
- 1806 - 1807: René Desfontaines.
- 1808 - 1809: Georges Cuvier.
- 1810 - 1811: René Desfontaines.
- 1812 - 1813: André Laugier.
- 1814 - 1815: André Thouin.
- 1816 - 1817: André Thouin.
- 1818 - 1819: André Laugier.
- 1820 - 1821: René Desfontaines.
- 1822 - 1823: Georges Cuvier.
- 1824 - 1825: Louis Cordier.
- 1826 - 1827: Georges Cuvier.
- 1828 - 1829: René Desfontaines.
- 1830 - 1831: Georges Cuvier.
- 1832 - 1833: Louis Cordier.
- 1834 - 1835: Adrien de Jussieu.
- 1836 - 1837: Michel-Eugène Chevreul.
- 1838 - 1839: Louis Cordier.
- 1840 - 1841: Michel-Eugène Chevreul.
- 1842 - 1843: Adrien de Jussieu.
- 1844 - 1845: Michel-Eugène Chevreul.
- 1846 - 1847: Adolphe Théodore Brongniart.
- 1848 - 1849: Adrien de Jussieu.
- 1850 - 1851: Michel-Eugène Chevreul.
- 1852 - 1853: André Marie Constant Duméril.
- 1854 - 1855: Michel-Eugène Chevreul.
- 1856 - 1857: Marie-Jean-Pierre Flourens.
- 1858 - 1859: Michel-Eugène Chevreul.
- 1860 - 1861: Isidore Geoffroy Saint-Hilaire.
- 1862 - 1863: Michel-Eugène Chevreul.

Direttori nominati per cinque anni:
- 1863 - 1879: Michel-Eugène Chevreul.
- 1879 - 1891: Edmond Frémy.
- 1891 - 1900: Alphonse Milne-Edwards.
- 1900 - 1919: Edmond Perrier.
- 1919 - 1931: Louis Mangin.
- 1932 - 1936: Paul Lemoine.
- 1936 - 1942: Louis Germain.
- 1942 - 1949: Achille Urbain.
- 1950 - 1950: René Jeannel.
- 1951 - 1965: Roger Heim.
- 1966 - 1970: Maurice Fontaine.
- 1971 - 1975: Yves Le Grand.
- 1976 - 1985: Jean Dorst.
- 1985 - 1990: Philippe Taquet.
- 1994 - 1999: Henry de Lumley.

Presidenti nominati per 5 anni:
- 2002 - 2006: Bernard Chevassus-au-Louis.
- 2006 - 2008: André Menez (deceduto il 2 febbraio 2008[2])
- 2008 - : Gilles Bœuf

## Le cattedre
La trasformazione del Jardin du roi in museo nazionale ha determinato la creazione di dodici cattedre. Nel tempo, il loro numero e il loro soggetto di interesse sono cambiati; alcune cattedre sono state suddivise, altre soppresse.
- Anatomie des animaux (Anatomia degli animali):
  - 1793 - 1802: Jean-Claude Mertrud.
  - 1802 - 1832: Georges Cuvier.
  - Questa cattedra viene allora ridenominata Anatomie comparée (Anatomia comparata):
    - 1832 - 1850: Henri Marie Ducrotay de Blainville.
    - 1850 - 1855: Louis Duvernoy.
    - 1855 - 1868: Antoine Serres.
    - 1868 - 1879: Paul Gervais.
    - 1879 - 1894: Georges Pouchet.
    - 1894 - 1902: Henri Filhol.
    - 1903 - 1921: Edmond Perrier.
    - 1922 - 1941: Raoul Anthony.
    - 1942: senza titolare.
    - 1943 - 1960: Jacques Millot.
    - 1961: senza titolare.
    - 1962 - 1984: Jean Anthony.
    - 1984 - ????: senza titolare.
- Anatomie humaine (Anatomia umana):
  - 1793 - 1832: Antoine Portal.
  - 1832 - 1838: Marie-Jean-Pierre Flourens.
  - Questa cattedra viene allora ridenominata Anatomie et histoire naturelle de l'Homme (Anatomia e storia naturale dell'Uomo):
    - 1839 - 1855: Antoine Serres.
    - Questa cattedra viene allora ridenominata Anthropologie (Antropologia):
      - 1855 - 1892: Jean Louis Armand de Quatrefages de Breau.
      - 1892 - 1908: Ernest Hamy.
      - 1909 - 1927: René Verneau.
      - 1928 - 1936: Paul Rivet.
      - Questa cattedra viene allora ridenominata Ethnologie des hommes actuels et des hommes fossiles (Etnologia degli uomini odierni e degli uomini fossili), al momento della creazione del Musée de l'Homme:
        - 1937 - 1940: Paul Rivet.
        - 1941 - 1944: Henri Vallois.
        - 1945 - 1949: Paul Rivet.
        - 1950 - 1959: Henri Vallois.
        - 1960 - 1967: Henri Vallois.
        - Questa cattedra viene allora ridenominata Anthropologie et ethnologie (Antropologia ed etnologia):
          - 1968 - 1970: Robert Gessain.
          - Questa cattedra viene allora ridenominata Anthropologie (Antropologia):
            - 1970 - 1979: Robert Gessain.
            - 1980 - 1983: Yves Coppens.
            - 1983 - 1985: non assegnata.
- Arts chimiques (Arti chimiche):
  - 1779 - 1793: Antoine-Louis Brongniart.
  - 1804 - 1830: Louis-Nicolas Vauquelin.
  - 1830 - 1850: Michel-Eugène Chevreul.
  - Questa cattedra viene allora ridenominata Chimie appliquée aux corps organiques (Chimica applicata ai corpi organici):
    - 1850 - 1889: Michel-Eugène Chevreul.
    - 1890 - 1915: Léon-Albert Arnaud.
    - 1915 - 1919: non assegnata.
    - 1919 - 1925: Louis-Jacques Simon.
    - 1926 - 1927: non assegnata.
    - 1928 - 1936: Richard Fosse.
    - Questa cattedra viene fusa con quella di Physique végétale e diviene Chimie organique et physique végétale (Chimica organica e fisica vegetale):
      - 1936 - 1940: Richard Fosse.
      - 1941: non assegnata.
      - Questa cattedra viene allora ridenominata Chimie appliquée aux corps organisés (Chimica applicata ai corpi organizzati):
        - 1941 - 1957: Charles Sannié.
        - 1958 - 1967: Charles Mentzer.
        - 1968: non assegnata.
        - 1969 - ???: Darius Molho.
- Chimie générale (Chimica generale):
  - 1793 - 1809: Antoine-François, conte de Fourcroy.
  - 1809 - 1811: non attribué.
  - 1811 - 1832: André Laugier.
  - 1832 - 1850: Joseph-Louis Gay-Lussac.
  - Questa cattedra viene allora ridenominata Chimie appliquée aux corps inorganiques (Chimica applicata ai corpi inorganici):
    - 1850 - 1892: Edmond Frémy.
    - Questa cattedra viene allora soppressa.
- Botanique dans la campagne (Botanica in campagna):
  - 1793 - 1826: Antoine-Laurent de Jussieu.
  - 1826 - 1853: Adrien de Jussieu.
  - Questa cattedra viene allora soppressa e sostituita da una cattedra di Paléontologie.
- Botanique dans le muséum (Botanica nel museo):
  - 1793 - 1833: René Desfontaines.
  - 1833 - 1857: Adolphe Théodore Brongniart.
  - Questa cattedra viene allora ridenominata Botanique et physiologie végétale (Botanica e fisiologia vegetale):
    - 1857 - 1874: Adolphe Théodore Brongniart.
    - Questa cattedra viene allora ridenominata Botanique, organographie et physiologie végétale (Botanica, organografia e fisiologia vegetale):
      - 1874 - 1876: Adolphe Théodore Brongniart.
      - 1876 - 1879: non assegnata.
      - 1879 - 1914: Philippe Van Tieghem.
      - 1914 - 1918: non assegnata.
      - 1919 - 1932: Julien Noël Costantin.
      - 1933: non assegnata.
      - Questa cattedra viene allora ridenominata Anatomie comparée des végétaux actuels et fossiles (Anatomia comparata dei vegetali odierni e fossili), ma viene soppressa nel 1934. Viene ricostituita nel 1937:
        - 1938 - 1944: Paul Bertrand.
        - 1945 - 1958: Auguste Loubière.
        - Questa cattedra viene allora trasformata in Physique végétale (Fisica vegetale):
          - 1857 - 1897: Georges Ville.
          - 1898 - 1925: Léon Maquenne.
          - 1926 - 1931: Marc Bridel.
          - 1931 - 1934: non assegnata.
          - Questa cattedra viene soppressa, e poi ricostituita nel 1959:
          - 1959 - 1960: Pierre Donzelot.
          - 1961 - 1962: Charles Sadron.
          - Questa cattedra viene allora ridenominata Biophysique (Biofisica):
            - 1962 - 1975: Charles Sadron.
            - 1976 - ????: Claude Hélène.
- Botanique (classification et familles naturelles) [Botanica (classificazione e famiglie naturali)]:
  - 1874 - 1905: Édouard Bureau.
  - Questa cattedra viene allora divisa in due: Botanique (classification et familles naturelles de phanérogames) e Botanique (classification et familles naturelles de cryptogames).
    - Botanique (classification et familles naturelles de phanérogames) [Botanica (classificazione e famiglie naturali delle fanerogame)]:
      - 1906 - 1931: Henri Lecomte.
      - 1931 - 1933: Jean-Henri Humbert.
      - Questa cattedra viene allora ridenominata Phanérogamie (Fanerogamia):
        - 1933 - 1957: Jean-Henri Humbert.
        - 1958 - 1968: André Aubréville.
        - 1969 - 1983: Jean-François Leroy.
        - 1983 - ???: non assegnata.

    - Botanique (classification et familles naturelles de cryptogames) [Botanica (classificazione e famiglie naturali delle crittogame)]:
      - 1905 - 1931: Louis Mangin.
      - 1932 - 1932: Pierre Allorge.
      - Questa cattedra viene allora ridenominata Cryptogamie (Crittogamia):
        - 1933 - 1944: Pierre Allorge.
        - 1945 - 1973: Roger Heim.
        - 1974: non assegnata.
        - 1975 - 1982: Suzanne Jovet-Ast.
        - 1982 - ???: non assegnata.
- Culture (agriculture et culture des Jardins, des arbres fruitiers et des bois) [Coltura (agricoltura e coltivazione dei giardini, degli alberi da frutto e dei boschi)]:
  - 1793 - 1824: André Thouin.
  - 1825 - 1828: Louis-Augustin Bosc d'Antic.
  - 1828 - 1850: Charles-François Brisseau de Mirbel.
  - 1850 - 1882: Joseph Decaisne.
  - 1883: non assegnata.
  - 1884 - 1901: Maxime Cornu.
  - 1901 - 1919: Julien Costantin.
  - 1920 - 1932: Désiré Bois.
  - 1932 - 1956: André Guillaumin.
  - 1956 - 1956: non assegnata.
  - Questa cattedra viene allora ridenominata Biologie végétale appliquée (Biologia vegetale applicata):
    - 1961 - 1985: Jean-Louis Hamel.
- Écologie et protection de la nature (Ecologia e protezione della natura):
  - 1955 - 1958: Georges Kuhnholtz-Lordat.
    - Questa cattedra viene allora ridenominata Écologie générale (Ecologia generale):
      - 1960 - 1962: Paul Rémy.
      - 1963 - ???: Claude Delamare-Deboutteville.
- Zoologie (quadrupèdes, cétacés, oiseaux, reptiles, poissons) [Zoologia (quadrupedi, cetacei, uccelli, rettili, pesci)]:
  - 1793 - 1794: Étienne Geoffroy Saint-Hilaire.
  - La cattedra viene divisa in due.
    - Zoologie (mammifères et oiseaux) [Zoologia (mammiferi e uccelli)]:
      - 1794 - 1841: Étienne Geoffroy Saint-Hilaire.
      - 1841 - 1861: Isidore Geoffroy Saint-Hilaire.
      - 1862 - 1876: Henri Milne Edwards.
      - 1876 - 1900: Alphonse Milne-Edwards.
      - 1900 - 1906: Émile Oustalet.
      - 1906 - 1926: Édouard Trouessart.
      - 1926 - 1947: Édouard Bourdelle.
      - 1948: non assegnata.
      - 1949 - 1962: Jacques Berlioz.
      - 1963: non assegnata.
      - 1964 - ???: Jean Dorst.

    - Zoologie (reptiles et poissons) [Zoologia (rettili e pesci)]:
      - 1795 - 1825: Lacépède; il 1825 è la data della morte di Lacépède, ma in pratica viene sostituito da Duméril già nel 1803 poiché Lacépède, occupato dalle sue funzioni politiche, abbandona l'insegnamento.
      - 1825 - 1857: André Marie Constant Duméril.
      - 1857 - 1870: Auguste Duméril.
      - 1870 - 1875: Émile Blanchard, che occupa la cattedra provvisoriamente.
      - 1875 - 1909: Léon Vaillant.
      - 1910 - 1937: Louis Roule.
      - 1937 - 1943: Jacques Pellegrin.
      - 1944 - 1956: Léon Bertin.
      - 1957 - 1975: Jean Guibé.
      - A questo punto i pesci sono trasferiti nella cattedra di dynamiques des populations aquatiques; questa cattedra viene allora ridenominata zoologie (reptiles et amphibiens).
        - Zoologie (reptiles et amphibiens) [Zoologia (rettili e anfibi)]:
          - 1977 - ???: Édouard-Raoul Brygoo.

        - Dynamique des populations aquatiques (Dinamica delle popolazioni acquatiche):
          - 1975: Jacques Daget.
          - Questa cattedra viene allora ridenominata Ichtyologie générale et appliquée (Ittiologia generale e applicata):
            - 1976 - 1984: Jacques Daget.
            - 1985 - ????: non assegnata.
- Zoologie (insectes, vers et animaux microscopiques) [Zoologia (insetti, vermi e animali microscopici)]:
  - 1793 - 1829: Jean-Baptiste Lamarck.
  - Alla morte di Lamarck, questa cattedra viene divisa in due:
    - Histoire naturelle des crustacés, des arachnides et des insectes ou animaux articulés (Storia naturale dei crostacei, degli aracnidi e degli insetti o animali articolati):
      - 1830 - 1833: Pierre André Latreille.
      - 1833 - 1841: Victor Audouin.
      - 1841 - 1862: Henri Milne Edwards.
      - 1864 - 1894: Émile Blanchard.
      - 1895 - 1917: Louis Bouvier.
      - Questa cattedra viene allora ristretta ai soli insetti e ridenominata Entomologie (Entomologia):
        - 1917 - 1931: Louis Bouvier.
        - 1931 - 1950: René Jeannel.
        - 1951 - 1955: Lucien Chopard.
        - 1956 - 1960: Eugène Séguy.
        - 1961: non assegnata.
        - 1962 - 1963: Alfred Balachowsky.
        - Questa cattedra viene allora ridenominata Entomologie générale et appliquée (Entomologia generale e applicata):
          - 1963 - 1974: Alfred Balachowsky.
          - 1975 - 1987: Jacques Carayon.
          - 1987 - 2000: Claude Caussanel.
          - 2000 - 2001: Loïc Maile.

    - Histoire naturelle des mollusques, des vers et des zoophytes (Storia naturale dei molluschi, dei vermi e degli zoofiti):
      - 1830 - 1832: Henri Marie Ducrotay de Blainville.
      - 1832 - 1865: Achille Valenciennes.
      - 1865 - 1869: Henri de Lacaze-Duthiers.
      - 1869 - 1875: Paul Deshayes.
      - 1876 - 1903: Edmond Perrier.
      - 1903 - 1917: Louis Joubin.
      - Questa cattedra viene allora ristretta ai molluschi ed agli zoofiti e ridenominata Malacologie (Malacologia):
        - 1917 - 1935: Louis Joubin.
        - 1935 - 1942: Louis Germain.
        - 1943 - 1970: Édouard Fischer-Piette.
        - Questa cattedra viene allora fusa con quella di Biologie des invertébrés marins (Biologia degli invertebrati marini):
          - 1966 - ???: Claude Lévi.

    - Zoologie (vers et crustacés) [Zoologia (vermi e crostacei)]:
      - 1917 - 1937: Charles Gravier.
      - 1938 - 1954: Louis Fage.
      - 1955 - 1955: Max Vachon.
      - Questa cattedra viene allora divisa in due:
        - Zoologie (vers) [Zoologia (vermi)]:
          - 1960 - ???: Alain Chabaud.

        - Zoologie (arthropodes) [Zoologia (artropodi)]:
          - 1960 - 1978: Max Vachon.
          - 1979 - ???: Yves Coineau.
- Entomologie agricole coloniale (Entomologia agricola coloniale):
  - 1942 - 1958 Paul Vayssière.
  - Questa cattedra viene allora ridenominata Entomologie agricole tropicale (Entomologia agricola tropicale):
    - 1958 - 1960 Paul Vayssière.
    - Questa cattedra viene allora soppressa.
- Minéralogie (Mineralogia):
  - 1793 - 1800: Louis Jean-Marie Daubenton.
  - 1800 - 1802: Déodat Gratet de Dolomieu.
  - 1802 - 1822: René Just Haüy.
  - 1822 - 1847: Alexandre Brongniart.
  - 1847 - 1857: Armand Dufrénoy.
  - 1857 - 1876: Gabriel Delafosse.
  - 1876 - 1892: Alfred Des Cloizeaux.
  - 1893 - 1936: Alfred Lacroix.
  - 1937 - 1967: Jean Orcel.
  - 1968 - ???: Jacques Fabriès.
- Géologie (Geologia):
  - 1793 - 1819: Barthélemy Faujas de Saint-Fond.
  - 1819 - 1861: Louis Cordier.
  - 1861 - 1891: Auguste Daubrée.
  - 1892 - 1919: Stanislas-Étienne Meunier.
  - 1920: non assegnata.
  - 1921 - 1940: Paul Lemoine.
  - 1941 - 1962: René Abrard.
  - 1963 - 1980: Robert Laffitte.
  - 1980 - ????: Lucien Leclaire.
- Physique appliquée aux sciences naturelles (Fisica applicata alle scienze naturali):
  - 1838 - 1877: Antoine-César Becquerel.
  - 1878 - 1891: Edmond Becquerel.
  - 1892 - 1908: Henri Becquerel.
  - 1909 - 1948: Jean Becquerel.
  - 1949 - 1977: Yves Le Grand.
  - Questa cattedra viene allora fusa con la cattedra di Physico-chimie de l'adaptation biologique (Chimica-fisica dell'adattamento biologico).
- Iconographie naturelle ou de l'art de dessiner et de peindre toutes les choses de la nature (Iconografia naturale o arte di disegnare e dipingere tutte le cose della natura):
  - 1793 - 1822 Gérard van Spaendonck.
  - Questa cattedra viene allora soppressa.